# Zebulon (Carolina del Nord)
Zebulon és una població dels Estats Units a l'estat de Carolina del Nord. Segons el cens del 2008 tenia 4.732 habitants.

## Demografia
Segons el cens del 2000, Zebulon tenia 4.046 habitants, 1.551 habitatges i 1.059 famílies. La densitat de població era de 483,6 habitants per km².
Dels 1.551 habitatges en un 35,2% hi vivien nens de menys de 18 anys, en un 43,9% hi vivien parelles casades, en un 20,1% dones solteres, i en un 31,7% no eren unitats familiars. En el 26,8% dels habitatges hi vivien persones soles el 10,4% de les quals corresponia a persones de 65 anys o més que vivien soles. El nombre mitjà de persones vivint en cada habitatge era de 2,57 i el nombre mitjà de persones que vivien en cada família era de 3,09.
Per edats la població es repartia de la següent manera: un 28,3% tenia menys de 18 anys, un 8,8% entre 18 i 24, un 31,9% entre 25 i 44, un 18,6% de 45 a 60 i un 12,4% 65 anys o més.
L'edat mediana era de 33 anys. Per cada 100 dones de 18 o més anys hi havia 81,4 homes.
La renda mediana per habitatge era de 36.250 $ i la renda mediana per família de 43.986 $. Els homes tenien una renda mediana de 31.199 $ mentre que les dones 24.563 $. La renda per capita de la població era de 17.026 $. Entorn del 12,8% de les famílies i el 16% de la població estaven per davall del llindar de pobresa.

## Poblacions més properes
El següent diagrama mostra les poblacions més properes.